# Società Sportiva Francavilla 1979-1980
Questa voce raccoglie le informazioni riguardanti la Società Sportiva Francavilla nelle competizioni ufficiali della stagione 1979-1980.

## Rosa
| N. |                   | Ruolo | Calciatore            |
| -- | ----------------- | ----- | --------------------- |
|    | Italia (bandiera) | C     | Gabriele Alessandrini |
|    | Italia (bandiera) | A     | Alfredo Canzanese     |
|    | Italia (bandiera) | D     | Franco Catto          |
|    | Italia (bandiera) | D     | Claudio Di Francesco  |
|    | Italia (bandiera) | P     | Rossano Di Lello      |
|    | Italia (bandiera) | A     | Roberto Durazzi       |
|    | Italia (bandiera) | D     | Guglielmo Ferrante    |
|    | Italia (bandiera) | A     | Paolo Ferro           |
|    | Italia (bandiera) | C     | Giorgio Gambin        |

| N. |                   | Ruolo | Calciatore           |
| -- | ----------------- | ----- | -------------------- |
|    | Italia (bandiera) | D     | Ivo Iaconi           |
|    | Italia (bandiera) | A     | Giorgio Lunerti      |
|    | Italia (bandiera) | C     | Massimo Marchini     |
|    | Italia (bandiera) | D     | Gabriele Matricciani |
|    | Italia (bandiera) | D     | Fabrizio Paolini     |
|    | Italia (bandiera) | D     | Elio Parolini        |
|    | Italia (bandiera) | D     | Vinicio Pasin        |
|    | Italia (bandiera) | D     | Nazzareno Spaziani   |
|    | Italia (bandiera) | P     | Osvaldo Spina        |